# Ceratobiton styloceros
Genre
Espèce
Synonymes
- Gnosippus styloceros Kraepelin, 1899

Ceratobiton styloceros, unique représentant du genre Ceratobiton, est une espèce de solifuges de la famille des Daesiidae.

## Distribution
Cette espèce se rencontre en Israël, en Cisjordanie et en Jordanie.

## Description
Le mâle holotype mesure 12 mm.
Le mâle décrit par Roewer en 1933 mesure 12 mm.

## Publications originales
- Kraepelin, 1899 : Zur Systematik der Solifugen. Mitteilungen aus dem Naturhistorischen Museum in Hamburg, vol. 16, p. 195–259 (texte intégral).
- Delle Cave & Simonetta, 1971 : A tentative revision of Daesiidae (Arachnida, Solifugae) from Ethiopia and Somalia. Monitore Zoologico Italiano, Supplemento 4, no 2, p. 37-77.